# Giovanni Caselli

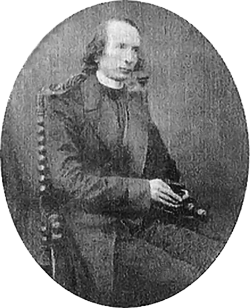
Giovanni Caselli

Giovanni Caselli (n. 25 aprilie 1815 - d. 8 iunie 1891) a fost un fizician italian.
Este cunoscut pentru inventarea în 1861 a pantelegrafului, predecesorul faxului de astăzi.

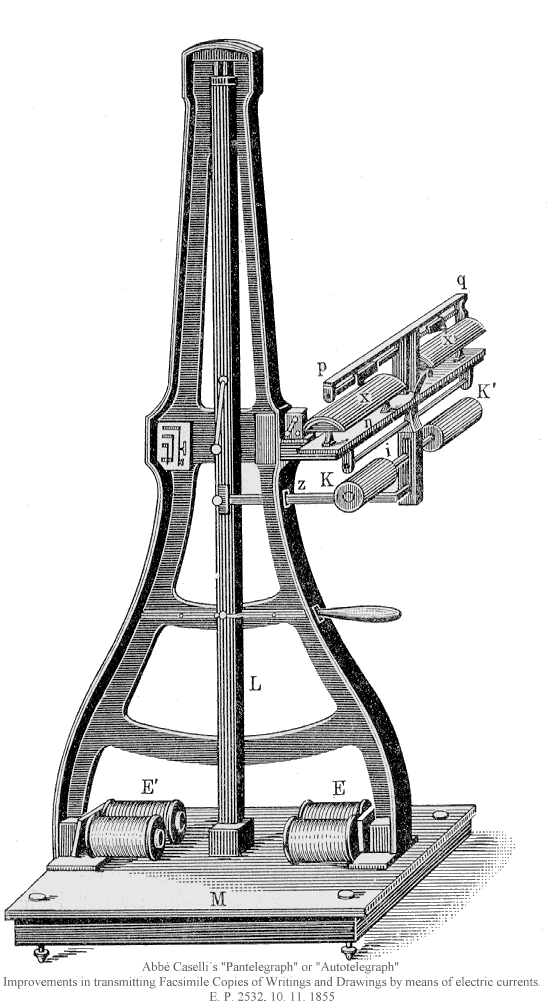
Pantelegraful inventat de Caselli